# Billy Boy Arnold
Billy Boy Arnold (Chicago, 16 september 1935) is een Amerikaanse bluesmuzikant en een meester op de mondharmonica.

## Familie
De bassist Jerome Arnold is een broer van Billy Boy en speelde onder andere met Paul Butterfield. Een andere broer is Augustus 'Gus' Arnold, die ook mondharmonica speelt en boeken schrijft. Augustus is beter bekend onder de naam Julio Finn en heeft met verscheidene artiesten zoals Art Ensemble of Chicago, Archie Shepp, Linton Kwesi Johnson en de bluesgitarist Eddie C. Campbell opgenomen of gespeeld.

## Jeugd
In 1948 ging de jeugdige Arnold naar de Mississippidelta, waar hij zijn idool Sonny Boy Williamson I opzocht. Die leerde hem graag enkele handigheidjes, maar werd later vermoord.

## Carrière
In 1952 maakte Arnold zijn eerste opnamen voor het kleine Cool-label, die echter geen succes werden. Tot deze tijd speelde hij regelmatig met Johnny Shines, Johnny Temple en Otis Rush bij optredens. In 1955 begeleidde hij Bo Diddley bij diens debuutsingle Bo Diddley en I'm a Man. Arnold had met I Wish You Would een hit bij Vee-Jay Records, die later nieuw werd opgenomen door The Yardbirds, net als I Ain't Got You, een origineel van Jimmy Reed. Hij speelde tot deze tijd ook in het beroemde Apollo Theater in New York.
Tijdens de jaren 1960 verminderde zijn populariteit. Hij werkte zo nu en dan als buschauffeur in Chicago, later voor de regering van de staat Illinois. Tijdens de jaren 1990 had hij echter een opvallende comeback met de albums Back Where I Belong (1993) en Eldorado Cadillac (1995). In 2001 verscheen het album Boogie 'n' Shuffle en werkte hij samen met de producent en muzikant Duke Robillard. Na Billy Boy Sings Sonny Boy (2008), een hommage aan Sonny Boy Williamson, kwam van hem, samen met Tony McPhee & The Groundhogs, het album Blue and Lonesome (2012), benevens een tributenummer voor Big Bill Broonzy. Twee jaar later volgde The Blues Soul of Billy Boy Arnold (2014).
Arnold was in 2014 onder de genomineerden voor de Blues Music Award in de categorie «Traditional Blues Male Artist of the Year». Hij won samen met Charlie Musselwhite, Mark Hummel, Sugar Ray Norcia en James Harman in de categorie «Traditional Album of the Year» voor het album Remembering Little Walter.

## Discografie

### Singles
- I Ain't Got No Money / Hello Stranger
- I Was Fooled / I Wish You Would
- Don't Stay Out All Night / I Ain't Got You
- Here's My Picture / You've Got Me Wrong
- My Heart Is Crying / Kissing At Midnight
- Prisoner's Plea / Rockin' Initis
- I Wish You Would / Prisoner's Plea
- You're My Girl / School Time
- Yellow Rose From Texas  B-kant Esther Phillips: Nobody But You

### Albums
- 1957: Crying and Pleading
- 1957: Blow the Back off It Red Lightnin'
- 1963: More Blues on the South Side; Prestige/Original Blues Classics
- 1975: King of Chicago Blues, Vol. 3; Vogue
- 1976: Sinner's Prayer; Red Lightnin' (UK)
- 1979: Checkin' It Out; Sequel (UK)
- 1984: Ten Million Dollars; Evidence
- 1993: Back Where I Belong; Alligator
- 1995: Eldorado Cadillac; Alligator
- 1995: Going To Chicago; Testament
- 1998: Blowin' the Blues Away; Culture Press
- 2000: Live at the Venue; Catfish
- 2001: Boogie 'n' Shuffle; Stony Plain Records
- 2003: Chicago Blues Harp; P-Vine Records
- 2005: Consolidated Mojo; Electro-Fi Records
- 2007: Dirty Mother; Music Avenue
- 2008: Billy Boy Sings Sonny Boy; Electro-Fi Records
- 2012: Blue and Lonesome (Billy Boy Arnold met Tony McPhee & the Groundhogs); Red Lightnin
- 2014: The Blues Soul of Billy Boy Arnold; Stony Plain - SPCD 1378

### DVD
- 2000: Chicago Blues Harmonica

### Gastoptredens
- 1979: Johnny Jones: Live In Chicago With Billy Boy Arnold
- 1993: Bo Diddley: Bo's Blues
- 1994: Phil Alvin: County Fair 2000
- 1996: James Cotton: Feelin' Good
- 1999: Mississippi Heat: Handyman
- 2002: Mississippi Heat: Footprints On The Ceiling
- 2002: Jody Williams: Return of a Legend
- 2004: Blasters Blasters: Live: Going Home
- 2007: Tony McPhee & the Groundhogs:  Dirty Mother
- 2009: Chicago Blues: A Living History

- Bibliothèque nationale de France: cb13890895j (data)
- Gemeinsame Normdatei: 13484906X
- International Standard Name Identifier: 0000 0001 1930 7537
- Library of Congress Control Number: n80064634
- Nationale Bibliotheek van Letland: 000316640
- MusicBrainz: c67fa84e-f846-4f49-b0b2-3c2d2ceeb773
- Nationale bibliotheek van Australië: 35099191
- Nationale Bibliotheek van Israël: 987007347743605171
- Nationale Bibliotheek van Polen: a0000003359221
- Nederlandse Thesaurus van Auteursnamen: 09603260X
- Réseau des bibliothèques de Suisse occidentale: 02-A016694828
- SNAC: w6zs3vrs
- Système universitaire de documentation: 181888173
- Trove: 826183
- Virtual International Authority File: 91479977